# Wolfram(VI)-fluorid
Wolfram(VI)-fluorid (WF6), häufig auch Wolframhexafluorid, ist eine farblose, gasförmige Verbindung der Elemente Wolfram und Fluor und gehört zur Stoffgruppe der Hexafluoride. Es ist das dichteste bekannte Gas unter Standardbedingungen. An feuchter Luft raucht es aufgrund von Hydrolyse und besitzt einen stechenden Geruch. Es wird am häufigsten bei der Herstellung von Halbleiterschaltungen und Leiterplatten im Prozess der chemischen Gasphasenabscheidung verwendet; bei seiner Zersetzung verbleibt ein Rückstand von metallischem Wolfram.

## Darstellung
Wolframhexafluorid wird durch Umsetzung von Wolfram im Fluorstrom bei Temperaturen zwischen 350 und 400 °C erhalten:
{\displaystyle \mathrm {W+3\ F_{2}\longrightarrow WF_{6}} }
Das gasförmige Produkt wird kondensiert und von WOF4-Verunreinigungen durch Destillation abgetrennt.
Anstelle von Fluorgas kann auch Chlorfluorid (ClF), Chlortrifluorid (ClF3) oder Bromtrifluorid (BrF3) eingesetzt werden. Ein alternatives Verfahren zur Herstellung von Wolframhexafluorid ist die Umsetzung von Wolframtrioxid (WO3) mit Fluorwasserstoff (HF), BrF3 oder Schwefeltetrafluorid (SF4). Wolframhexafluorid kann auch durch Umwandlung von Wolframhexachlorid (WCl6) erhalten werden:
{\displaystyle \mathrm {WCl_{6}+6\ HF\longrightarrow WF_{6}+6\ HCl} }
{\displaystyle \mathrm {WCl_{6}+2\ AsF_{3}\longrightarrow WF_{6}+2\ AsCl_{3}} }
{\displaystyle \mathrm {WCl_{6}+3\ SbF_{5}\longrightarrow WF_{6}+3\ SbF_{3}Cl_{2}} }
Aufgrund der chemischen Ähnlichkeit von Molybdän und Wolfram ist als Verunreinigung Molybdänhexafluorid enthalten. Dieses kann durch Reduktion eines WF6-MoF6-Gemisches mit einem beliebigen Element, einschließlich Molybdän, bei mäßig erhöhter Temperatur entfernt werden.

## Eigenschaften

### Physikalische Eigenschaften
Bei Normaldruck und Temperaturen über 17,1 °C ist Wolframhexafluorid ein farbloses diamagnetisches Gas. Im Temperaturbereich von 2,3 bis 17,1 °C ist es eine blassgelbe Flüssigkeit mit einer Dichte von 3,44 g/cm3 bei 15 °C.
Bei 2,3 °C gefriert es zu einem weißen Feststoff im kubischen Kristallsystem mit dem Gitterparameter a = 628 pm und zwei Formeleinheiten pro Elementarzelle mit einer berechneten Dichte von 3,99 g·cm−3. Bei −9 °C ist ein Festphasenübergang zu beobachten. Unterhalb dieser Temperatur kristallisiert es im orthorhombischen Kristallsystem in der Raumgruppe Pnma (Raumgruppen-Nr. 62) und vier Formeleinheiten pro Elementarzelle mit einer berechneten Dichte von 4,56 g·cm−3. Die Fluoratome nehmen dabei die hexagonal dichteste Kugelpackung ein.
| Temperaturbereich | Kristallsystem | a [pm] | b [pm] | c [pm] | Dichte (g·cm−3) |
| ----------------- | -------------- | ------ | ------ | ------ | --------------- |
| −9 °C … 2,3 °C[7] | kubisch        | 628    |        |        | 3,99            |
| < −9 °C[2]        | orthorhombisch | 960,3  | 871,3  | 504,4  | 4,56            |
| −140 °C[12]       | orthorhombisch | 946,6  | 860,8  | 499,8  | 4,86            |
Mit einer außergewöhnlich hohen Dichte von etwa 12,4 g/l, etwa 10,3 mal dichter als Luft und etwa halb so groß wie die von Schaumpolystyrol, ist WF6 der schwerste bekannte gasförmige Stoff (Dichte des schwersten elementaren Gases Radon: 9,73 g/l). Die Dichte im festen oder flüssigen Zustand liegt dagegen im für kovalente oder ionische Schwermetallverbindungen typischen Bereich.
Der kritische Punkt liegt bei 179,6 °C, 45,7 bar und 1,28 kg/l; der Tripelpunkt bei 2,4 °C und 0,5597 bar.
Das WF6-Molekül ist oktaedrisch (Oh); die W–F-Bindungslänge beträgt 182,6 pm. Diese hohe Symmetrie ist in den meisten verwandten Verbindungen zu beobachten. Es ist jedoch festzustellen, dass Wolframhexahydrid (WH6) und Hexamethylwolfram (W(CH3)6) eine trigonal prismatische Struktur einnehmen.

### Chemische Eigenschaften
Wolframhexafluorid ist sehr giftig und ätzend, da es bei Kontakt mit Wasser unter heftiger Reaktion Fluorwasserstoffsäure bildet. Dabei entstehen Wolframoxyfluoride oder Wolframsäure:
{\displaystyle \mathrm {WF_{6}+4\ H_{2}O\longrightarrow H_{2}WO_{4}+6\ HF} }
Die hohe Hydrolyseneigung im Gegensatz zu dem auf den ersten Blick ähnlich aufgebauten Schwefelhexafluorid lässt sich durch den deutlich größeren  kovalenten Radius des zentralen Wolframatoms erklären, das dadurch weniger sterisch gehindert ist.

## Verwendung

### In der Halbleiterindustrie
Wolframhexafluorid wird im Prozess der Chemischen Gasphasenabscheidung in der Herstellung von Halbleitern eingesetzt. Bei der Zersetzung der WF6-Moleküle verbleibt ein Rückstand von metallischem Wolfram. Diese Schicht dient als low-resistive metallic interconnect.
Der Ausbau der Halbleiterindustrie in den 1980er- und 1990er-Jahren führte zu einer Zunahme des Verbrauchs an WF6, der bei rund 200 Tonnen pro Jahr weltweit liegt. Wolframmetall ist attraktiv wegen seiner relativ hohen thermischen und chemischen Stabilität sowie niedrigem spezifischen Widerstand (5,6 μΩ·cm) und geringer Elektromigration. Die Verwendung von WF6 ist gegenüber seinen verwandten Verbindungen (wie WCl6 oder WBr6) günstiger, aufgrund seines höheren Dampfdrucks führt es zu höheren Abscheidungsraten. Seit 1967 wurden zwei Abscheidungsverfahren entwickelt, thermische Zersetzung und Reduktion mit Wasserstoff. Die erforderliche WF6-Gasreinheit ist recht hoch und bewegt sich zwischen 99,98 % und 99,9995 % je nach Anwendung.

### Andere Verwendungen
Als ein schweres Gas kann WF6 als Puffer verwendet werden, um Gasreaktionen zu kontrollieren. So verlangsamt es beispielsweise die Chemie der Ar/O2/H2-Flamme und reduziert deren Temperatur.

## Sicherheitshinweise
Wolframhexafluorid ist eine sehr aggressive Substanz, die jedes Gewebe angreift. Beim Kontakt des Gases mit Körperflüssigkeiten bildet sich Flusssäure, die auf der Haut und den Schleimhäuten der Atemwege brennt. Die Exposition des Menschen gegenüber dem Gas wirkt sich zunächst auf die Augen und Atemwege aus und verursacht Reizungen, Verlust des Sehvermögens, Husten und übermäßige Bildung von Speichel und Auswurf. Nach längerer Exposition führt dies zu Pneumonitis und Lungenödemen mit möglicher Todesfolge. Aufgrund dieser Eigenschaften werden Lagerbehälter mit Teflondichtungen versehen.